# Ambassade de France au Cap-Vert
L'ambassade de France au Cap-Vert est la représentation diplomatique de la République française auprès de la république du Cap-Vert. Elle est située à Praia, la capitale du pays, et son ambassadrice est, depuis 2022, Catherine Mancip.

## Ambassade
L'ambassade est située dans le quartier du Plateau, à Praia, sur l'Île de Santiago. Elle n'accueille pas de section consulaire.

## Histoire
Le Cap-Vert ayant accédé à l'indépendance du Portugal en 1975, la France a envoyé sa première représentation diplomatique la même année, l'ambassadeur ayant pour résidence Dakar (Sénégal). Un ambassadeur résident a été nommé par la France à partir de 1982.
Avec la signature de l’accord de coopération culturelle, scientifique et technique entre les gouvernements français et capverdien, la mission de coopération française s’est ouverte en 1976 au Cap-Vert. Sa toute première action a été mise en œuvre sur l’île de São Nicolau avec l’ouverture de la Galerie de Fajà – Ribeira Brava.
Forte de 10 à 15 coopérants de 1978 à 1995, la mission de coopération bilatérale est intervenue dans de nombreux domaines au Cap-Vert : agriculture, santé, tourisme, finances, éducation, gouvernance, sécurité, etc.
En 2005, la mission de coopération est devenue le Service de coopération et d’action culturelle (SCAC), à la suite de la fusion du ministère des Affaires étrangères et du ministère de la Coopération.
En 2010, a été opérée la fusion entre le Centre culturel français (CCF) du Cap-Vert et le SCAC, donnant naissance à l’Institut français du Cap-Vert (IFCV).
En 2014, fermeture de l'Institut français du Cap-Vert, le 31 août.
En 2015, fermeture de la section consulaire de l’ambassade de France à Praia à compter du 1er août.

## Ambassadeurs de France au Cap-Vert
| De   | À    | Ambassadeur                        |
| ---- | ---- | ---------------------------------- |
| 1975 | 1977 | Xavier Daufresne de La Chevalerie, |
| 1977 | 1980 | Fernand Wibaux,                    |
| 1980 | 1982 | Christian Quesnot                  |
| 1982 | 1986 | Jacques Bertrand                   |
| 1986 | 1988 | Jacques Millot                     |
| 1988 | 1993 | Claude Thuillier                   |
| 1993 | 1996 | François Chappellet                |
| 1996 | 2000 | André Barbe                        |
| 2000 | 2005 | Jacques Buguet                     |
| 2005 | 2008 | Bernard Demange                    |
| 2008 | 2012 | Marie-Christine Glas               |
| 2012 | 2015 | Philippe Barbry                    |
| 2015 | 2019 | Olivier Da Silva                   |
| 2019 | 2022 | Olivier Serot Almeras              |
| 2022 | auj. | Catherine Mancip                   |

## Relations diplomatiques
Relations bilatérales
- 1975 : dès l’indépendance, des relations diplomatiques sont nouées entre le Cap-Vert et la France. L’ambassadeur de France, accrédité au Cap-Vert, réside à Dakar.
- 1976 (12 février) : Le ministre de la Coopération, M. Jean de Lipkowski et le ministre de l’Éducation et de la Culture, M. Carlos Fernandes Reis, signent à Paris un accord de coopération culturelle.
-1978 (23 mai) : en marge de la conférence franco-africaine, M. Olivier Stirn, secrétaire d’État aux Affaires étrangères, reçoit les chefs de délégations du Cap-Vert, de Guinée-Bissau et de Sao-Tome et Principe.
- 1978 (11 décembre) : visite de M. Olivier Stirn, secrétaire d’État aux Affaires étrangères au Cap-Vert.
- 1980 : ouverture d’une ambassade de France résidente à Praia avec un chargé d’affaires, puis un ambassadeur de plein exercice en 1982.
- 1980 (20-22 octobre) : M. Pedro Pires, Premier ministre, en visite à Paris
- 1981 (3 septembre) : entretien à Paris du président François Mitterrand et du président Aristides Pereira.
- 1981 (28 décembre) : visite à Praia de M. Guy Penne, conseiller Afrique du président de la République française.
- 1982  (20-21 janvier) : M. Jean-Pierre Cot, ministre de la Coopération et du Développement, en visite au Cap-Vert.
- 1984 (1-2 mars) : visite officielle de travail à Paris de M. Pereira, président du Cap-Vert.
- 1985 (28-30 mai) : visite au Cap-Vert de M.Christian Nucci, ministre délégué chargé de la coopération et du développement.
- 1986 (19-20 décembre) : visite à Praia de M. Aurillac, ministre français de la Coopération.
- 1989 (11 mai) : entretien à Paris, entre M. Michel Rocard, Premier Ministre français et M. Pedro Pires, son homologue capverdien.
- 1990 (11-12 avril) : visite à Praia de M. Jean-Christophe Mitterrand, conseiller du président français.
- 1990 (2 mai) :  entretien à Paris entre le Président François Mitterrand et M. Aristides Pereira, président du Cap-Vert.
- 1994  (4 février) : visite à Praia du Ministre français de l’environnement, M. Michel Barnier.
- 1994 (5-14 juin) : visite à Paris du ministre capverdien des pêches, de l’agriculture et de l’animation rurale, Mme Helena Semedo.
- 1994 (13 décembre) : visite à Praia du ministre français de la Coopération, M. Bernard Debré.
- 1995 (5-8 novembre) : visite à Paris du ministre capverdien des Affaires étrangères, M. José Tomas Veiga.
- 1996 : le Cap-Vert ouvre une ambassade résidente à Paris.
- 1996 (23 mai) : visite à Paris du président du conseil constitutionnel capverdien (réunion préparatoire à la création de l’Association des cours constitutionnelles francophones).
- 1996 (Décembre) : adhésion du Cap-Vert à l’Organisation Internationale de la Francophonie.
- 1997 (14-16 avril) : M. Jacques Godfrain, Ministre délégué à la Coopération, en visite à Praia.
- 1998 (23 - 25 juin) : M. Carlos Veiga, Premier Ministre, effectue une visite officielle en France.
- 1999 (21-25 juin) : visite à Paris du secrétaire d’État à la décentralisation, M. Cesar Almeida.
- 2002 (9-12 janvier) : visite à Paris du Secrétaire d’État capverdien aux Affaires étrangères, Mme Maria de Fatima Lima Veiga.
- 2002 (5 mars) : M. Charles Josselin, Ministre délégué à la Coopération et à la Francophonie, à Praia
- 2003 (17-22 novembre) : M  José Maria Neves, Premier Ministre, effectue une visite de travail à Paris. Il est reçu à déjeuner par M Pierre-André Wiltzer, ministre délégué à la Coopération et à la Francophonie. Il se rend ensuite à Nice et Marseille.
- 2004 (Avril) : M. Victor Borges, ministre des Affaires étrangères, en visite de travail à Paris.
- 2005 (1er mars) : Entretien à Paris entre le ministre français délégué à la Coopération, au Développement et à la Francophonie, M. Xavier Darcos et le ministre capverdien des Affaires étrangères, M. Victor Borges : trafic de drogue et insécurité, relations économiques.
- 2005 (2 février) : M. Léon Bertrand, Ministre du Tourisme et M. Joao Silva, Ministre de l’Économie, participent à une journée de promotion du Cap-Vert à Paris
- 2005 (16 et 17 juin) : Mme Brigitte Girardin, ministre de la Coopération, en visite officielle au Cap-Vert. Entretien avec le président Pedro Pires : discussions avec l’Union européenne pour l’obtention d’un statut spécial, lutte contre l’insécurité.
- 2005 (15-24 septembre) : séjour au Cap-Vert de M. Jean Faure, sénateur de l’Isère, acteur de la politique de coopération décentralisée
- 2005 (7 octobre) : M. Victor Borges, ministre des Affaires étrangères, rend visite, à Paris, à Mme Brigitte Girardin.
- 2006 (30 octobre) : M. Victor Borges signe à Paris le Document Cadre de Partenariat.
- 2007  (19 novembre) : Signature du Partenariat Spécial avec l’UE.
- 2008 (2 avril) : Lors de sa visite à Paris, M Borges s’entretient avec M. Joyandet, Secrétaire d’État chargé de la Coopération et de la Francophonie et avec M. Hortefeux, Ministre de l’Immigration, de l’Intégration, de l’Identité Nationale et du Codéveloppement.
- 2008 (2 juin) : Le président Nicolas Sarkozy reçoit, à Paris, le président de la république du Cap-Vert, M. Pedro Pires.
- 2008 (21-23 juin) : M. Brice Hortefeux, Ministre de l’immigration, de l’intégration, de l’identité nationale et du développement solidaire, effectue une visite de travail à Praia.
- 2008 (24 novembre) : L’accord relatif à la gestion concertée des flux migratoires et au développement solidaire est signé à Paris par MM. Brice Hortefeux et José Brito.
- 2009 (26-27 mars) : M. Éric Besson, ministre de l’Immigration à Praia : examen des projets de développement solidaire. Il rencontre le ministre des Affaires étrangères, M. Brito, et le président de la République, M. Pires.
- 2009 (6 et 8 septembre) : escale technique à l’île de Sal, au Cap-Vert, du président de la République française, en route pour le Brésil et au retour.
- 2009 (14 septembre) : M. José Brito, ministre des Affaires étrangères, de la Coopération et des Communautés du Cap-Vert s’entretient à Paris avec le secrétaire d’État chargé de la Coopération et de la Francophonie, M. Alain Joyandet. Le ministre participe le même jour au colloque « Migrations et intégration, les nouveaux défis de la mondialisation » organisé par le Ministre de l’Immigration, de l’intégration, de l’identité nationale et du développement solidaire, M. Éric Besson.
- 2009 (12-14 octobre) : accueil au Cap-Vert du groupe d’amitié de l’Assemblée nationale.
- 2009 (17-20 novembre) : Lors de sa visite à Paris à l’occasion du salon MILIPOL, le ministre de l’Administration interne du Cap-Vert, M. Livio Fernandes Lopes, s’entretient avec Mme Marie-Luce Penchard, secrétaire d’État à l’Outre-Mer.
- 2010 (26-27 avril) : Visite à Praia de M. Stéphane Gompertz, directeur d’Afrique et de l’Océan Indien. Il est reçu par le ministre, M. Brito. Signature du protocole d’accord pour la mise en œuvre de la nouvelle enveloppe FSD 2010-2012.
- 2010 (31 mai–1er juin) : Le Premier ministre, M. José Maria Neves, est présent au sommet Afrique-France de Cannes. Il est reçu avec M. José Brito, par M. Bernard Kouchner.
- 2010 (10-11 septembre) : Accueil au Cap-Vert du groupe d’amitié parlementaire du Sénat.
- 2011 (2-3 novembre) : Le ministre de la Culture, M. Mario Lucio Sousa, est reçu à Paris au Ministère des Affaires Étrangères et au Ministère de la Culture.
- 2011 (21-23 novembre) : Le Secrétaire d’État aux Affaires étrangères, M. José Luis Rocha, est reçu à Paris par M. Henri de Raincourt, ministre de la Coopération.
- 2011 (25 novembre) : M. Fernando Wahnon Ferreira, directeur général de la politique extérieure et de la coopération, participe à la 1re session du comité de suivi de l’accord  relatif à la gestion concertée des flux migratoires et au développement solidaire.
- 2011 (5-14 décembre) : Visite en France du président du Tribunal des Comptes du Cap-Vert, M. José Carlos Da Luz Delgado. Il est reçu par le Président de la Cour des Comptes, M. Didier Migaud.
- 2012 (14-17 février) : Accueil en France du groupe d’amitié parlementaire capverdien à l’invitation de l’Assemblée nationale - Députés : M. Arnaldo Andrade RAMOS, M. Felipe Batista GOMES FURTADO, M. Antonio FERNANDES, Mme Isa Filomena SOARES DA COSTA et M. Antonio Pedro SILVA, fonctionnaire parlementaire.
- 2012 (12-16 mars) : visite à Marseille, Paris et Lille de la ministre capverdienne de l’Environnement, de l’habitat et de l’aménagement du territoire, Mme Sara Lopes, à l’occasion du 6e Forum Mondial de l’eau.
- 2013 (6-15 septembre) : participation du Cap-Vert aux Jeux de la Francophonie, à Nice.
- 2013
(10 octobre) : visite au Cap-Vert de M. Yannick Imbert, directeur général de l’OFII (Office français de l’immigration et de l’intégration). M. Imbert a été reçu à Praia par Mme Fernanda Fernandes, ministre capverdienne des Communautés.
- 2013
(14-16 novembre) : visite à Paris à l’occasion du 33e congrès de l’Association internationale des maires francophones (AIMF) du maire de Praia, M. Ulisses Correia e Silva. Il est reçu à la mairie du XVe arrondissement par M. Philippe Goujon, député-maire, et au Sénat par la sénatrice Joëlle Garriaud-Maylam.
- 2013
(6-7 décembre) : visite à Paris à l’occasion du sommet de l’Élysée pour la paix et la sécurité en Afrique du Premier ministre, M. José Maria Neves, du ministre des Affaires étrangères, M. Jorge Borges, et de la Ministre des Communautés, Mme Fernanda Fernandes.
Sources : Ambassade de France au CAP-VERT

## Consulats
La section consulaire de l'ambassade à Praia ayant été fermée le 1er août 2015, le Cap-Vert dépend de la circonscription du Consulat général de Dakar. Il existe néanmoins trois consuls honoraires basés à :
- Mindelo (île de São Vicente) ;
- Santa Maria  (île de Sal) ;
- Rabil (île de Boa Vista).

### Communauté française
Au 31 décembre 2016, 339 Français sont inscrits sur le registre consulaire de Praia, dont 201 ont une autre nationalité déclarée (Cap-Vert ou autre pays).
| 2001 | 2002 | 2003 | 2004 |
| ---- | ---- | ---- | ---- |
| 186  | 196  | 195  | 217  |

| 2005 | 2006 | 2007 | 2008 |
| ---- | ---- | ---- | ---- |
| 246  | 294  | 328  | 310  |

| 2009 | 2010 | 2011 | 2012 |
| ---- | ---- | ---- | ---- |
| 351  | 337  | 389  | 390  |

| 2013 | 2014 | 2015 | 2016 |
| ---- | ---- | ---- | ---- |
| 412  | 407  | 405  | 339  |

### Circonscriptions électorales
Depuis la loi du 22 juillet 2013 réformant la représentation des Français établis hors de France avec la mise en place de conseils consulaires au sein des missions diplomatiques, les ressortissants français d'une circonscription recouvrant le Cap-Vert, la Guinée-Bissau et le Sénégal élisent pour six ans cinq conseillers consulaires. Ces derniers ont trois rôles : 
1. ils sont des élus de proximité pour les Français de l'étranger ;
2. ils appartiennent à l'une des quinze circonscriptions qui élisent en leur sein les membres de l'Assemblée des Français de l'étranger ;
3. ils intègrent le collège électoral qui élit les sénateurs représentant les Français établis hors de France. Afin de respecter la représentativité démographique, un délégué consulaire est élu pour compléter ce collège électoral.

Pour l'élection à l'Assemblée des Français de l'étranger, le Cap-Vert appartenait jusqu'en 2014 à la circonscription électorale de Dakar, comprenant aussi la Gambie, la Guinée, la Guinée-Bissau, le Sénégal et la Sierra Leone, et désignant quatre sièges. Le Cap-Vert appartient désormais à la circonscription électorale « Afrique occidentale » dont le chef-lieu est Dakar et qui désigne quatre de ses 26 conseillers consulaires pour siéger parmi les 90 membres de l'Assemblée des Français de l'étranger.
Pour l'élection des députés des Français de l’étranger, le Cap-Vert dépend de la 9e circonscription.